# Малиновка Перша
Мали́новка Перша (рос. Малиновка Первая, марій. Икымше Малиновка) — присілок у складі Гірськомарійського району Марій Ел, Росія. Входить до складу Мікряковського сільського поселення.

## Населення
Населення — 68 осіб (2010; 80 у 2002).
Національний склад (станом на 2002 рік):
- марі — 95 %